# Saint-Georges-de-Pointindoux
 Saint-Georges-de-Pointindoux  es una población y comuna francesa, en la región de Países del Loira, departamento de Vendée, en el distrito de Les Sables-d'Olonne y cantón de La Mothe-Achard.

## Demografía
| 803 | 741 | 727 | 999 | 1092 | 1129 |
| Para los censos de 1962 a 1999 la población legal corresponde a la población sin duplicidades (Fuente: INSEE [Consultar]) |     |     |     |      |      |